# Haboskogens naturreservat
Haboskogen är ett naturreservat i Habo kommun i Jönköpings län.

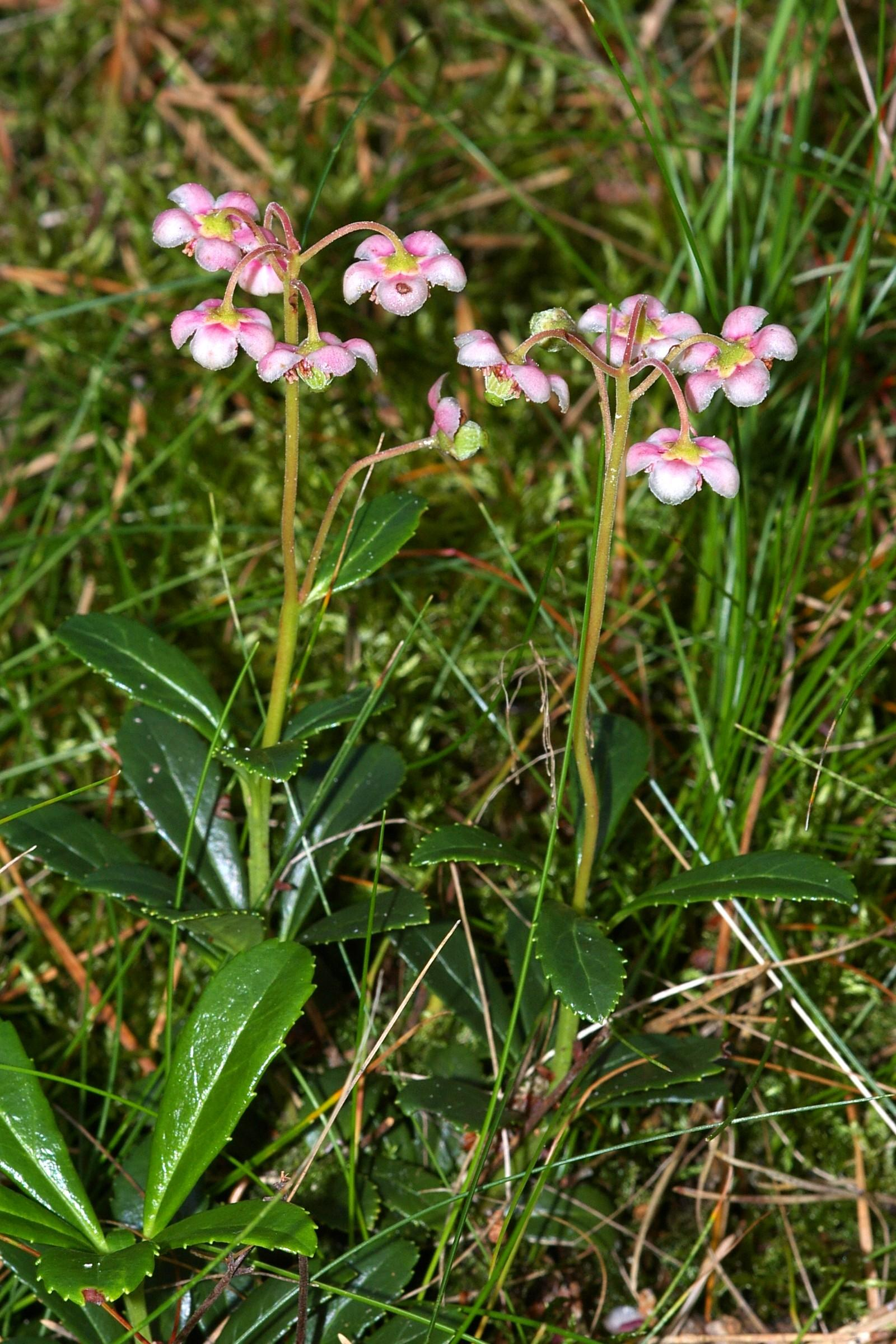
vänsterRyl

Efter att tidigare varit ett domänreservat avsattes området som naturreservat 1995. Det omfattar 45 hektar. Det är beläget 5 kilometer norr om Habo, längs Vätterstranden och består av erosionsbrant, raviner, naturskogsartad blandskog.
I rasbranten ner mot Vättern växer träd i varierade åldrar. 
Längs stranden växer främst gråal och ovanför branten växer tallskog med inslag av gran. Uppe på platån finns flera av gammelskogens växter, till exempel orkidén knärot, grönpyrola och ryl. I ravinerna är floran särskilt rik på lundväxter.